# Russisch 3×3-basketbalteam (mannen)
Het Russische nationaal 3×3-basketbalteam, is een team van 3×3-basketballers dat Rusland vertegenwoordigt in internationale wedstrijden.

## Olympische Spelen
| Jaar        | Plaats        | WG            | W             | V             | Spelers                            |               |
| ----------- | ------------- | ------------- | ------------- | ------------- | ---------------------------------- | ------------- |
| 2020 Tokio  | 2             | 10            | 5             | 5             | Sjarov, Zoejev, Karpenkov, Pisklov |               |
| 2024 Parijs | uitgesloten ¹ | uitgesloten ¹ | uitgesloten ¹ | uitgesloten ¹ | uitgesloten ¹                      | uitgesloten ¹ |
| Totaal      | 1/2           | 10            | 5             | 5             |                                    |               |

¹ Als reactie op de Russische invasie van Oekraïne in 2022 werd Rusland uitgesloten van deelname

## Wereldkampioenschap
| Jaar             | Plaats        | WG            | W             | V             | Spelers                                             |               |
| ---------------- | ------------- | ------------- | ------------- | ------------- | --------------------------------------------------- | ------------- |
| 2012 Athene      | 5             | 7             | 6             | 1             | Syrovatko, Aleksandrov, Gjoenter, Krasavtsev        |               |
| 2014 Moskou      | 3             | 9             | 6             | 3             | Aleksandrov, Gjoenter, Nesterov, Pavlov             |               |
| 2016 Guangzhou   | 10            | 4             | 2             | 2             | Aleksandrov, Koeznetsov, Lagoetin, Pavlov           |               |
| 2017 Nantes      | 8             | 5             | 3             | 2             | Aleksandrov, Fedosov, Krjoekov, Lagoetin            |               |
| 2018 Bocaue      | 12            | 4             | 1             | 3             | Aleksandrov, Djoebovski, Korsjakov, Viktor Pavlenko |               |
| 2019 Amsterdam   | 16            | 4             | 1             | 3             | Abramovski, Antonikovski, Tsjeboerkin, Zoejev       |               |
| 2022 Antwerpen   | uitgesloten ¹ | uitgesloten ¹ | uitgesloten ¹ | uitgesloten ¹ | uitgesloten ¹                                       | uitgesloten ¹ |
| 2023 Wenen       | uitgesloten ¹ | uitgesloten ¹ | uitgesloten ¹ | uitgesloten ¹ | uitgesloten ¹                                       | uitgesloten ¹ |
| 2025 Ulaanbaatar | uitgesloten ¹ | uitgesloten ¹ | uitgesloten ¹ | uitgesloten ¹ | uitgesloten ¹                                       | uitgesloten ¹ |
| 2026 Warschau    | uitgesloten ¹ | uitgesloten ¹ | uitgesloten ¹ | uitgesloten ¹ | uitgesloten ¹                                       | uitgesloten ¹ |
| Totaal           | 6/10          | 33            | 19            | 14            |                                                     |               |

¹ Als reactie op de Russische invasie van Oekraïne in 2022 werd Rusland uitgesloten van deelname

## Europees kampioenschap
| Jaar            | Plaats         | WG             | W              | V              | Spelers                                       |                |
| --------------- | -------------- | -------------- | -------------- | -------------- | --------------------------------------------- | -------------- |
| 2014 Boekarest  | 10             | 3              | 1              | 2              | Aleksandrov, Gjoenter, Nesterov, Pavlov       |                |
| 2016 Boekarest  | 4              | 5              | 3              | 2              | Aleksandrov, Koeznetsov, Lisitsjkin, Zacharov |                |
| 2017 Amsterdam  | 6              | 3              | 1              | 2              | Aleksandrov, Indrikov, Lagoetin, Zacharov     |                |
| 2018 Boekarest  | 4              | 5              | 2              | 3              | Agababjan, Korsjakov, Sjatasjvili, Zoejev     |                |
| 2019 Debrecen   | 9              | 2              | 1              | 1              | Karpenkov, Kiselev, Pisklov, Zjerdev          |                |
| 2020 Antwerpen  | Coronapandemie | Coronapandemie | Coronapandemie | Coronapandemie | Coronapandemie                                | Coronapandemie |
| 2021 Parijs     | 4              | 5              | 3              | 2              | Abramovski, Logatsjev, Sjarov, Zoejev         |                |
| 2022 Graz       | Uitgesloten ¹  | Uitgesloten ¹  | Uitgesloten ¹  | Uitgesloten ¹  | Uitgesloten ¹                                 | Uitgesloten ¹  |
| 2023 Jeruzalem  | Uitgesloten ¹  | Uitgesloten ¹  | Uitgesloten ¹  | Uitgesloten ¹  | Uitgesloten ¹                                 | Uitgesloten ¹  |
| 2024 Wenen      | Uitgesloten ¹  | Uitgesloten ¹  | Uitgesloten ¹  | Uitgesloten ¹  | Uitgesloten ¹                                 | Uitgesloten ¹  |
| 2025 Kopenhagen | Uitgesloten ¹  | Uitgesloten ¹  | Uitgesloten ¹  | Uitgesloten ¹  | Uitgesloten ¹                                 | Uitgesloten ¹  |
| Totaal          | 6/10           | 23             | 11             | 12             |                                               |                |

¹ Als reactie op de Russische invasie van Oekraïne in 2022 werd Rusland uitgesloten van deelname

## Europese Spelen
| Jaar        | Plaats        | WG            | W             | V             | Spelers                                |               |
| ----------- | ------------- | ------------- | ------------- | ------------- | -------------------------------------- | ------------- |
| 2015 Bakoe  | 1             | 7             | 6             | 1             | Aleksandrov, Kanygin, Lagoetin, Pavlov |               |
| 2019 Minsk  | 1             | 6             | 5             | 1             | Karpenkov, Pisklov, Sjarov, Zjerdev    |               |
| 2023 Krakau | uitgesloten ¹ | uitgesloten ¹ | uitgesloten ¹ | uitgesloten ¹ | uitgesloten ¹                          | uitgesloten ¹ |
| Totaal      | 2/3           | 13            | 11            | 2             |                                        |               |

¹ Als reactie op de Russische invasie van Oekraïne in 2022 werd Rusland uitgesloten van deelname